# Fab lab
Fab lab (англ. Fabrication laboratory) – це невелика майстерня, яка пропонує учасникам можливість виготовляти необхідні їм деталі на верстатах з ЧПЗ.
Зазвичай fab lab обладнана набором універсальних інструментів, керованих з комп'ютера і ставить завдання дати можливість зробити «майже все» з «практично нічого». [3] Особливо це актуально для продуктів, які вже можна зробити завдяки існуючим технологіям, але які не випускаються серійно.
Лабораторії fab lab в принципі можуть конкурувати з серійним виробництвом (через пов'язаного з серійним виробництвом негативного ефекту масштабу). Вони вже показали свою можливість значно полегшити створення якихось поодиноких високотехнологічних пристроїв для специфічних потреб.

## Історія
Програма fab lab була розпочата в Media Lab в Массачусетському технологічному інституті (МТІ), як співпраця між Grassroots Invention Group і Center for Bits and Atoms (CBA) в МТІ, за допомогою неї широко вивчалося, як знання співвідноситься з можливістю фізично реалізувати що-небудь і в якій мірі співтовариство простих людей може бути посилено за допомогою технологій. В даний час Grassroots Invention Group вже не входить до складу Media Lab, консорціум Center for Bits and Atoms все ще активно продовжує дослідження в областях, що відносяться до опису та виготовленню, але він тепер не містить лабораторії і не підтримує їх (не рахуючи mobile fab lab ).
Також поняття fab lab виросло з популярного курсу в МТІ (MAS.863) називався «Як зробити [майже] все».
В Україні існує три лабораторії: Гараж Хаб, IzoLab та Fabricator. Всі винаходи та проекти створені у Fab lab є власністю автора, але за бажанням творця вони можуть бути доступними для вільного вивчення і використання(Open source).

## Обладнання
Лазерні різаки, плазмові різаки, водоструминні різаки, ножові різаки для різання листових матеріалів.
3-осьові верстати з ЧПК: 3 або більше осей, керовані з комп'ютера субтрактивні фрезерні та токарні верстати.
Засоби швидкого прототипування: зазвичай «3D-принтер» з пластику або пластикових деталей.
Устаткування для фрезерування друкованих плат: 2 мірні, високопрецизійні фрезерні верстати.
Робочі місця для розробки, побудови та тестування мікропроцесорної та цифрової електроніки. Один з великих проектів, початих лабораторіями fab labs включає побудову вільних бездротових мереж FabFi  (в Афганістані, Кенії та США). Перша FabFi мережу масштабів міста встановлена в Афганістані, знаходиться там і працює вже протягом трьох років за підтримки спільноти і без будь-якого спеціального обслуговування. Мережа в Кенії, побудована на основі цього досвіду, почала експериментувати з управлінням якістю послуг і забезпеченням додаткових сервісів за плату, щоб зробити мережу самоокупною.